# Erhard Schwerin
Erhard Schwerin (* 8. April 1939; † 16. Oktober 2016) war ein deutscher Fußballtorwart. Er spielte während seiner Karriere mit dem Hamburger SV 20 Spiele in der Fußball-Bundesliga. Er war der erste Spieler, der in einem Bundesligaspiel eingewechselt wurde.

## Laufbahn
Schwerin kam 1961 von Tasmania Berlin zu den Amateuren des Hamburger SV, bevor er zur Saison 1964/65 zusammen mit Holger Dieckmann und Peter Woldmann bei den „Rothosen“ in den Bundesligakader aufgenommen wurde. Sein Debüt im Oberhaus des deutschen Fußballs gab er am 30. März 1965 auswärts gegen den 1. FC Kaiserslautern. Lautern gewann das Heimspiel mit 2:1. Es war der 24. Spieltag und Schwerin absolvierte noch drei weitere Saisonspiele unter Trainer Georg Gawliczek. Trotz der externen Neuzugänge Heiko Kurth, Andreas Máté und Juhani Peltonen belegten die „Rautenträger“ lediglich den 11. Rang. Im Tor war, wie schon seit vielen Jahren zuvor in der Oberliga Nord, Horst Schnoor, die unangefochtene Stammkraft.
In seiner zweiten Saison als Lizenzfußballer, 1965/66, kam der 1,80 m große Schwerin mit weiteren drei Einsätzen auch nicht über seinen vorherigen Status hinaus. Er kam in diversen Freundschaftsspielen wie gegen Stockport County und Turku PS wie auch im DFB-Pokal beim 4:0-Heimerfolg gegen Borussia Neunkirchen am 18. Februar 1966 in der durch Willi Schulz und Egon Horst verstärkten HSV-Elf zum Einsatz, die aber nicht mehr als den neunten Rang belegen konnte. In seinem dritten Jahr in der Bundesliga, 1966/67, konnte Schwerin seine persönliche Bilanz zwar mit 10 Ligaeinsätzen und drei DFB-Pokalauftritten, darunter die besondere Bewährung am 6. Mai 1967 beim wertvollen 3:1-Heimerfolg im Halbfinale gegen Alemannia Aachen, ausbauen, aber der HSV enttäuschte unter Trainer Josef Schneider mit dem 14. Rang im Schlussklassement der Liga erneut. Auch durch sein Mitwirken in internationalen Freundschaftsspielen wie gegen Sparta Prag und beim Benefizspiel für José Santamaría am 15. September 1966 bei Real Madrid war diese Runde für den Torhüter gut verlaufen, auch wenn er im Endspiel um den DFB-Pokal am 10. Juni 1967 gegen den FC Bayern München wieder Schnoor den Vortritt überlassen musste.
Zur Saison 1967/68 verpflichtete sein Verein mit Özcan Arkoç einen weiteren Torhüter und er blieb weiterhin die Nummer zwei, jetzt hinter dem Neuzugang aus Wien. Unter Trainer Kurt Koch und dem Fußball-Chef Georg Knöpfle kam er in den ersten drei Rundenspielen zum Einsatz. Am ersten Spieltag am 19. August 1967 wurde Schwerin zum ersten Einwechselspieler der Bundesligageschichte, als er in der 20. Minute in Bremen (1:4) für den verletzten Arkoç aufs Feld kam. Das International Football Association Board hatte zur Saison 1967/68 erstmals einen Wechsel erlaubt.
Trotz der leistungsstarken Neuzugänge Werner Krämer und Franz-Josef Hönig belegte der HSV mit dem 13. Rang erneut einen hinteren Platz in der Bundesliga. Am 6. September 1967 stand Schwerin im Europapokal der Pokalsieger beim 5:3-Heimerfolg gegen Randers Freja im Tor. Er verließ nach Rundenende den HSV und spielte ab der Saison 1968/69, wie auch Kollege Willi Giesemann, in der damals zweitklassigen Regionalliga Nord beim HSV Barmbek-Uhlenhorst.
Bei den Blau-Gelben von „BU“ erlebte der Torhüter in der Saison 1970/71 unter Trainer Edgar „Edu“ Preuß und an der Seite von Mitspielern wie Horst Engel, Willi Giesemann, Klaus Fock, Rolf Höfert, Harald Münster und Ernst Kreuz eine erfolgreiche Runde, die mit dem fünften Rang abgeschlossen wurde. Im Sommer 1971 beendete Schwerin nach insgesamt 47 Regionalligaeinsätzen seine aktive Spielerlaufbahn.
Er machte sich danach im Baugewerbe selbstständig.